# Mar de Amundsen
(en) Amundsen Sea
Iceberg no mar de Amundsen
O mar de Amundsen é um mar localizado no oceano Antártico, a norte da costa da terra de Marie Byrd e permanentemente coberto por gelo, cuja camada, que chegava a 3 km de espessura, está a diminuir devido ao aquecimento global.
O seu nome homenageia Roald Amundsen, o explorador norueguês que explorou a área em 1929.

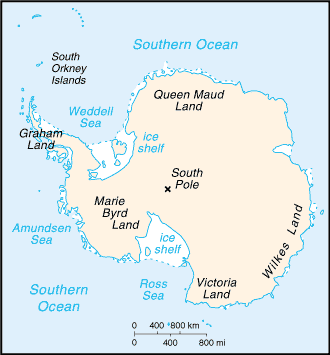
Localização dos mares austrais